# Eupithecia dichroma
Euphitecia dichroma es una especie de polilla de la familia Geometridae. La especie fue descrita por primera vez por James Halliday McDunnough habiendo sido descrita en 1946, con distribución en América del Norte. El holotipo de la especie fue descrita en los alrededores de Alta (Utah).

## Descripción
Es una especie poco estudiada con poca referencia sobre sus características morfológicas. Las antenas son bastante más gruesas de lo habitual en el género y muy finamente ciliadas. Los palpos son bastante largos, proyectándose mucho más allá de la frente de la polilla, color negruzcos con la punta de la tercera articulación pálida y un sombreado blanquecino en la base. La cabeza cuenta con escalas que intercalan entre negruzcas y blanquecinas.

## Distribución
La polilla ha sido descrita en los estados de oeste de Estados Unidos, incluyendo Washington, Utah, Colorado, Oregón, Nuevo México y Arizona.